# Heinrich Ludwig Fischer
Heinrich Ludwig Fischer (* 10. August 1761 in Köthen (Anhalt); † 19. Januar 1831 in Breinum) war ein deutscher lutherischer Geistlicher, Pädagoge und Schriftsteller der Aufklärung.

## Leben
Fischer studierte Theologie in Halle und war zunächst Lehrer am dortigen Waisenhaus, dann am Lehrerseminar in seiner Heimatstadt Köthen sowie Inspektor des Lehrerseminars Hannover. 1797 wurde er Rektor in Bockenem, 1798 Pastor in Eimsen und Meimerhausen, 1807 Pastor in Breinum. Während seiner pädagogischen Tätigkeit veröffentlichte er zahlreiche Lehrbücher und Aufklärungsschriften, darunter als bekanntestes Werk sein „Buch vom Aberglauben“ (1790–1794).

## Werke
- Anweisung für Landschullehrer (2 Bände, Leipzig 1789)
- Das Buch vom Aberglauben (3 Bände, Leipzig 1790–1794)
- Vermischte Aufsätze zum Nutzen und Vergnügen (Eisenach 1794)
- Anweisung die christliche Glaubens- und Sittelnlehre practisch zu behandeln (Hamburg 1793)
- Geschichtsbüchlein für Kinder- und Volksschulen (Hamburg 1793)
- Naturgeschichte und Naturlehre zur Dämpfung des Aberglaubens (Hamburg/Kiel 1793)
- Neues geographisches Lehr- und Lesebuch für Kinder (Altona 1794)
- Die Reiche der Natur, ein Lehr- und Lesebuch für Kinder (3 Teile, Schwerin 1795–1797)
- Katechismus des Haushalts und Ackerbaus (Braunschweig 1797)
- Bauern-Philosophie oder gemeinnütziger Unterricht für Bürger und Landleute (Leipzig 1800)